# Sporophila
Sporophila é um gênero de aves neotropicais da família Thraupidae. É sinónimo de Oryzoborus.

## Espécies
O género tem 41 espécies:
- Sporophila albogularis
- Sporophila americana
- Sporophila angolensis (Curió)
- Sporophila ardesiaca – possivelmente uma subespécie ou mutação de cor da S. nigricollis
- Sporophila atrirostris
- Sporophila beltoni
- Sporophila bouvreuil
- Sporophila bouvronides
- Sporophila caerulescens
- Sporophila castaneiventris
- Sporophila cinnamomea
- Sporophila collaris
- Sporophila corvina
- Sporophila crassirostris
- Sporophila falcirostris
- Sporophila fringilloides
- Sporophila frontalis
- Sporophila funerea
- Sporophila hypochroma
- Sporophila hypoxantha
- Sporophila intermedia
- Sporophila leucoptera
- Sporophila lineola (Bigodinho)
- Sporophila luctuosa
- Sporophila maximiliani (Bicudo-verdadeiro)
- Sporophila melanogaster
- Sporophila minuta
- Sporophila moreletti
- Sporophila murallae
- Sporophila nigricollis
- Sporophila nigrorufa
- Sporophila nuttingi
- Sporophila palustris
- Sporophila peruviana
- Sporophila pileata
- Sporophila plumbea
- Sporophila ruficollis
- Sporophila schistacea
- Sporophila simplex
- Sporophila telasco
- Sporophila torqueola